# The Dirty Mac
I The Dirty Mac furono un supergruppo musicale formatosi nel 1968 appositamente per il Rock 'n' Roll Circus organizzato dai Rolling Stones, composto da John Lennon alla chitarra, da Eric Clapton, che in quel periodo suonava nei Cream, anch'egli alla chitarra, da Keith Richards al basso, e dal batterista di Jimi Hendrix, Mitch Mitchell.
I quattro si esibirono insieme in via eccezionale soltanto nell'evento ideato dai Rolling Stones svoltosi l'11 e il 12 dicembre 1968, il The Rolling Stones Rock and Roll Circus (una trasmissione televisiva ideata dal gruppo, che sarebbe dovuta andare in onda nel 1968 ma che invece fu accantonata fino agli anni Novanta, quando fu pubblicata su videocassetta), in cui reinterpretarono una Yer Blues appena uscita sul White Album dei Beatles, conferendo ad essa un tono ancora più blues grazie alla chitarra di Clapton, che produsse un assolo con un finale a sorpresa in controtempo, al basso creativo ed estremamente ricco di Richards, alla batteria stile jazz di Mitchell, e alla voce resa graffiante fino al limite di Lennon. Dopo la conclusione di questo brano, il gruppo fu raggiunto da Yōko Ono e dal violinista Ivry Gitlis per l'esecuzione di un pezzo sperimentale intitolato Whole Lotta Yoko (essenzialmente una lunga jam blues contenente i "vocalizzi" di Yoko).
Il nome del supergruppo in questione, ideato da Lennon e traducibile letteralmente con "L'impermeabile sporco", sarebbe secondo alcuni una storpiatura del nome della band dei Fleetwood Mac, secondo altri un ironico riferimento al partner musicale di Lennon, Paul McCartney (il cui cognome veniva anche abbreviato in "Macca" (Mac)).

## Formazione
- John Lennon (come "Winston Leg-Thigh") - voce, chitarra ritmica (Beatles)
- Eric Clapton - chitarra solista (Cream)
- Keith Richards - basso (Rolling Stones)
- Mitch Mitchell - batteria (The Jimi Hendrix Experience)

Musicisti addizionali
- Ivry Gitlis – violino
- Yōko Ono – voce in Whole Lotta Yoko